# London Huayu
London Huayu of London Chinese Radio is een Standaardmandarijnse en Standaardkantonese radiozender in Engeland. De naam Huayu betekent Chineestalig. De radiostudio is te vinden in Camberwell. Het staat bij de overheid geregistreerd als liefdadigheidsorganisatie.
De doelen van de radiozender zijn:
1. De Chinese gemeenschap in Londen informeren over maatschappelijke zaken en hun recreatie te verschaffen.
2. Onderwijsniveau van de gemeenschap verhogen.
3. Promoten van gelijkheid en kansen. Er moet een vriendschappelijke band zijn tussen alle etnische groeperingen.

In 2006 werd de eerste sponsoractie voor de radiozender gestart. Later werden uitzendingen gemaakt op Sound Radio op 1503AM.
Peter Vaultier is de manager van de radiozender.